# Pitcairnia luteyniorum
Pitcairnia luteyniorum är en gräsväxtart som beskrevs av Lyman Bradford Smith och Robert William Read. Pitcairnia luteyniorum ingår i släktet Pitcairnia och familjen Bromeliaceae.
Artens utbredningsområde är Colombia. Inga underarter finns listade i Catalogue of Life.